# Jordi Amat
Jordi Amat (Barcelona, 12 de octubre de 1978) es un filólogo, crítico literario y ensayista español especializado en las culturas catalana y española de los siglos XX y XXI y que escribe tanto en catalán como en castellano.
Se licenció en Filología Hispánica en la Universidad de Barcelona y acabó su formación en la Unitat d'Estudis Biogràfics de la misma universidad. Se dedicó a investigar y publicó diversos artículos en revistas académicas, pero también ejerció de crítico literario en la prensa.
Entre 2009 y 2021 fue colaborador del diario La Vanguardia y de su suplemento Cultura|s. En septiembre de 2021 se incorporó a la sección de opinión de El País;desde enero de 2024 coordina el magazín cultural Babelia, del mismo periódico.

## Obras
- Luis Cernuda. Fuerza de soledad. Madrid: Editorial Espasa, 2002.
- Las voces del diálogo. Poesía y política en el medio siglo. Barcelona: Ediciones Península, 2007.
- Els laberints de la llibertat. Vida de Ramon Trias Fargas. Barcelona: RBA Libros, 2009.
- Un país a l'ombra. Vida de Josep Maria Vilaseca Marcet (1919-1995). Barcelona: L'Avenç, 2015.
- El llarg procés. Cultura i política a la Catalunya contemporània (1937-2014). Barcelona: Tusquets Editores, 2015.[3]
- La primavera de Múnich. Esperanza y fracaso de una transición democrática. Barcelona: Tusquets Editores, 2016.
- Com una pàtria. Vida de Josep Benet. Barcelona: Edicions 62, 2017.
- La confabulació dels irresponsables/La conjura de los irresponsables.[4] Barcelona: Editorial Anagrama, 2017.
- Largo proceso, amargo sueño. Cultura y política en la Cataluña contemporánea. Barcelona: Tusquets Editores, 2018.[5]
- El hijo del chófer. Barcelona: Tusquets Editores, 2020.[6]
- Vencer el miedo. Vida de Gabriel Ferrater. Barcelona: Tusquets Editores, 2022.

## Premios
- 2007 - Premio de Ensayo Casa de América por Las voces del diálogo
- 2008 - Premi Octavi Pellissa por la biografía Com una pàtria. Vida de Josep Benet
- 2008 - Premi Gaziel de Biografies i Memòries por Els laberints de la llibertat. Vida de Ramon Trias Fargas
- 2016 - Premio Comillas de Historia, Biografía y Memorias por La primavera de Múnich